# Škoda 742
 (juin 2016).
Si vous disposez d'ouvrages ou d'articles de référence ou si vous connaissez des sites web de qualité traitant du thème abordé ici, merci de compléter l'article en donnant les références utiles à sa vérifiabilité et en les liant à la section « Notes et références ».
La Škoda type 742 est un modèle d’automobile produit par le constructeur tchécoslovaque AZNP entre 1976 et 1990. Elle était vendue sous les appellations Škoda 105, Škoda 120, et Škoda 130. Le type 742 a été la dernière voiture à moteur arrière proposée par Škoda.

## Histoire

### Le moteur arrière: une solution devenue obsolète
À sa présentation en 1976, la nouvelle gamme Škoda 105/120 à moteur arrière fait presque figure de dinosaure. Rares sont les modèles à recourir encore à cette solution technique (Porsche 911, Volkswagen Coccinelle et Fiat 126 essentiellement, ainsi que la confidentielle Tatra 613), et la direction de Škoda en est parfaitement consciente.
Ainsi, dès 1967 (seulement trois ans après la sortie de la 1000 MB, premier modèle à moteur arrière conçu par Škoda), le prototype 720 réalisé par l’usine était équipé d’un moteur avant, tout en restant une propulsion. Quelques années plus tard, en 1973, le prototype 760 dessiné par Giugiaro inaugurait quant à lui la traction avant.
Mais étant propriété de l’État, Škoda doit d’abord obtenir l’aval des autorités en vue d’industrialiser un tout nouveau modèle. Mais celles-ci ont d’autres priorités, et refusent d’accord les crédits nécessaires.
En conséquence, les ingénieurs de Mlada Boleslav se voient obligés de repartir sur les bases des actuelles 100 et 110, elles-mêmes largement issues de la 1000 MB de 1964, pour concevoir le futur modèle.
Le nouveau type 742 est donc mis à l’étude dès 1971.

### Un mélange de désuétude et de modernité
Initialement prévue pour 1974, les nouvelles Škoda sont présentées à la Foire de Brno 1976. Quatre versions sont au catalogue : les 105 S et 105 L à moteur 1046 cm³ de 46 ch, et les 120 L et 120 LS équipées d’un 1174 cm³ affichant 52 ch pour la première, et 58 ch pour la seconde.
Extérieurement, les différences entre ces modèles se situent notamment au niveau de la face avant. La humble 105 S se contente de deux phares ronds et d’une calandre sans décorations, les versions L ajoutent une fine moulure sur cette dernière et bénéficient de phares à iode, tandis que les luxueuses 120 LS ont droit à quatre phares et une large moulure de calandre.
Dans l’habitacle, on remarquera les compteurs de vitesse rectangulaires des 105, qui sont ronds sur les 120, et même complétés par un compte-tours sur la LS.
Afin de faire oublier l’ancienneté de la conception de sa voiture, Škoda y apporte de nombreuses modifications, visant à améliorer le confort et la sécurité. On citera par exemple l’augmentation des surfaces vitrées, la présence d’un réservoir de sécurité sous la banquette arrière, les points d’ancrage pour les ceintures, ou encore les sièges en matériau incombustible. Un servofrein est par ailleurs monté sur les 120 LS.
Côté mécanique, la cylindrée est augmentée grâce à l’arrivée d’un nouveau vilebrequin, et les niveaux de pollution réduits grâce à l’arrivée d’un nouveau carburateur inversé, au changement des soupapes, et à l’amélioration des collecteurs d’admission de d’échappement.

### La 120 L à l’essai
Dans son numéro du 1er août 1977, L'Auto-Journal publie un essai de la Škoda 120 L, dont André Costa a pris le volant.
Plutôt satisfait par les performances, la consommation, l’habitabilité et la finition, Costa est beaucoup plus réservé sur le comportement routier de la berline tchèque. En effet, le train avant a selon lui tendance à « sauter de droite et de gauche », et l’arrière à déboîter brusquement en cas de virage un peu serré. L’essayeur souligne également la dureté « de la boîte, des freins, de l’accélérateur, de la suspension et de la direction », un cocktail qui détonne à l’heure où le confort est privilégié par la plupart des constructeurs européens.
S’il note tout de même des progrès par rapport aux anciennes 100 et 110, André Costa conclut : « seul un bon conducteur pourra exploiter ces progrès, et à moins d’être très désargenté, pourquoi un conducteur expérimenté choisirait-il cette voiture ? ».

### Le retour du coupé et autres nouveautés
Début 1978, une cinquième version fait son apparition : la 120 GLS. Par rapport à la dotation de la LS, elle ajoute un becquet en plastique noir sur le capot arrière et une calandre plus statutaire. Au printemps 1981, les 105 à moteur un litre reçoivent elles aussi l’appui d’une version haut de gamme, la 105 GL.
À l’automne, la gamme est quelque peu remaniée pour le millésime 1982. Les 105 GL et 120 GLS troquent leur feux verticaux pour des modèles positionnés horizontalement et largement dimensionnés, et les frêles pare-chocs chromés sont désormais en plastique noir. La 105 S garde ses deux phares ronds à l’avant, tandis que les autres modèles gagnent des optiques rectangulaires.
Deux ans après la retraite de la 110 R, un coupé est de retour dans la gamme Škoda au printemps 1982. Son nom : Garde en Tchécoslovaquie, Rapid à l’exportation. Construit à l’usine de Kvasiny comme celle qu’elle remplace, la Rapid reçoit le 1174 cm³ de 58 ch monté sur les 120 GLS. Jusqu’en 1983, le coupé se distinguera des berlines par sa direction à crémaillère, et non plus à vis et écrou.
Toujours en 1983, la 120 LS MTX Rallye fait son apparition. Elle embarque notamment des sièges baquets et un manomètre de pression d’huile.

### La remise à niveau de 1984 et l’arrivée de la 130
En septembre 1983, les « modèles M » du millésime 1984 sont dévoilés au public. A l’exception du coupé (qui le fera en 1985), toute la gamme adopte une calandre en plastique noir encadrée par deux gros phares rectangulaires. Les imposants pare-chocs en plastique noir et les feux horizontaux des 105 GL et 120 LS 1982 sont généralisés. Côté technique, on note des modifications au niveau du moteur (filtre à huile et allumeur notamment), du système de freinage, de la suspension et de la direction.
L’année suivante, la gamme s’enrichit d’une version 130, disponible avec les finitions L et GL, et équipée d’un 1300 de 61,5 ch. Ce dernier est monté sur le capot du coupé 120 R, qui devient à l’occasion 130 R.
À partir du printemps 1986, les 120 sont désormais disponibles avec une boîte à cinq rapports. A l’automne, l’ensemble des modèles bénéficie d’améliorations de détail, et on fête par ailleurs le dixième anniversaire des 105 et 120.

### La fin de carrière d’un modèle à bout de souffle
Début 1987, cela fait désormais bientôt 23 ans que Škoda produit des voitures à moteur arrière, et les modèles actuels ne sont techniquement pas si éloignés des premières 1000 MB de 1964. Les 105, 120 et 130 sont obsolètes, et la nouvelle Favorit à moteur et traction avant qui sera dévoilée l’année suivante les pousse inéluctablement vers la sortie. Malgré tout, le constructeur tchécoslovaque diversifie encore son offre : au printemps, un modèle 135 L arrive sur les marchés suisse et allemand. Cette version dépolluée est également disponible en coupé, et sera épaulée à l’automne par une 136 fonctionnant au super. Les autres modèles profitent de l’occasion pour s’offrir un nouveau tableau de bord.
En 1988, la révolutionnaire Favorit met définitivement les 105 et 130 à la retraite.
La même année, Škoda commercialise une version 125 L, qui s’écoulera tout de même à plus de 50 000 exemplaires en deux ans.
Alors que le Bloc de l’Est est en pleine ébullition, le dernier exemplaire de la vénérable Škoda 120 quitte l’usine de Mlada Boleslav en 1989.
En toute discrétion, les dernières Škoda à moteur arrière sont produites en 1990, mettant fin à un quart de siècle d’histoire.

### Production
Durant 14 ans, ce ne sont pas moins de 2 058 529 exemplaires des Škoda 105, 120, 125, 130, 135 et 136 qui sont tombés des chaînes. On compte une majorité de 120 (1 070 693) et de 105 (870 561), mais aussi 50 041 « 125 », 49 949 « 130 », 1631 « 136 », 1021 « 135 », ainsi qu 44 631 coupés, toutes versions confondues.
Pour l’anecdote, on remarquera que 80 % des 135 et 136 écoulés ont été des Rapid, chiffre qui tombe à 30 % pour les 130 et à seulement 1 % pour les 120.

## Quelques versions particulières
Pour Škoda, la grande époque des rallyes s’est terminée en 1984, avec la disparition des 130 RS de la scène internationale.
Celle-ci restera sans descendance, puisque le coupé 130 Rapid ne connaîtra pas de déclinaison sportive. Mais cependant, l’usine fabriquera tout de même en 1984 une série de deux cents berlines 130 LR fortes de 129 ch, qui ne démériteront pas sur les multiples épreuves où elles seront engagées entre 1985 et 1988.
Depuis la disparition de la Felicia en 1964, Škoda ne propose plus de cabriolet à son catalogue. Pour pallier ce manque, l’importateur britannique fait appel à la société LDD de Roger Ludgate, située dans le Kent, pour réaliser un sympathique cabriolet à arceau sur base de Rapid. Dévoilé en 1985, ce modèle aura son petit succès. En 1989, LDD présente le nouveau cabriolet « Lux », qui cette fois-ci possède des vitres latérales arrière et s’apparente plutôt à une découvrable. Enfin trois cents exemplaires ont été ainsi transformés jusqu’en 1990.

## Galerie

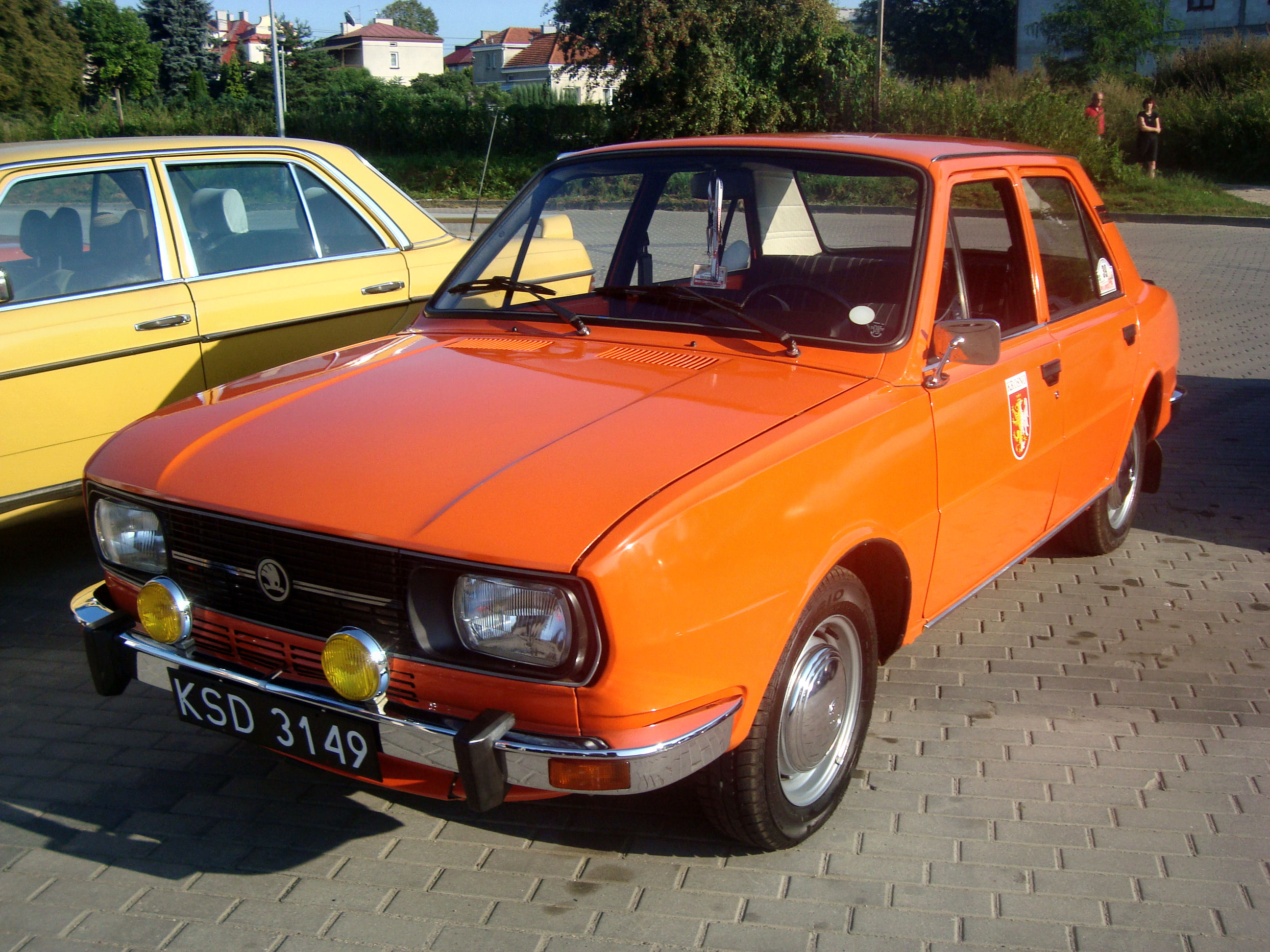
Škoda 105 L.
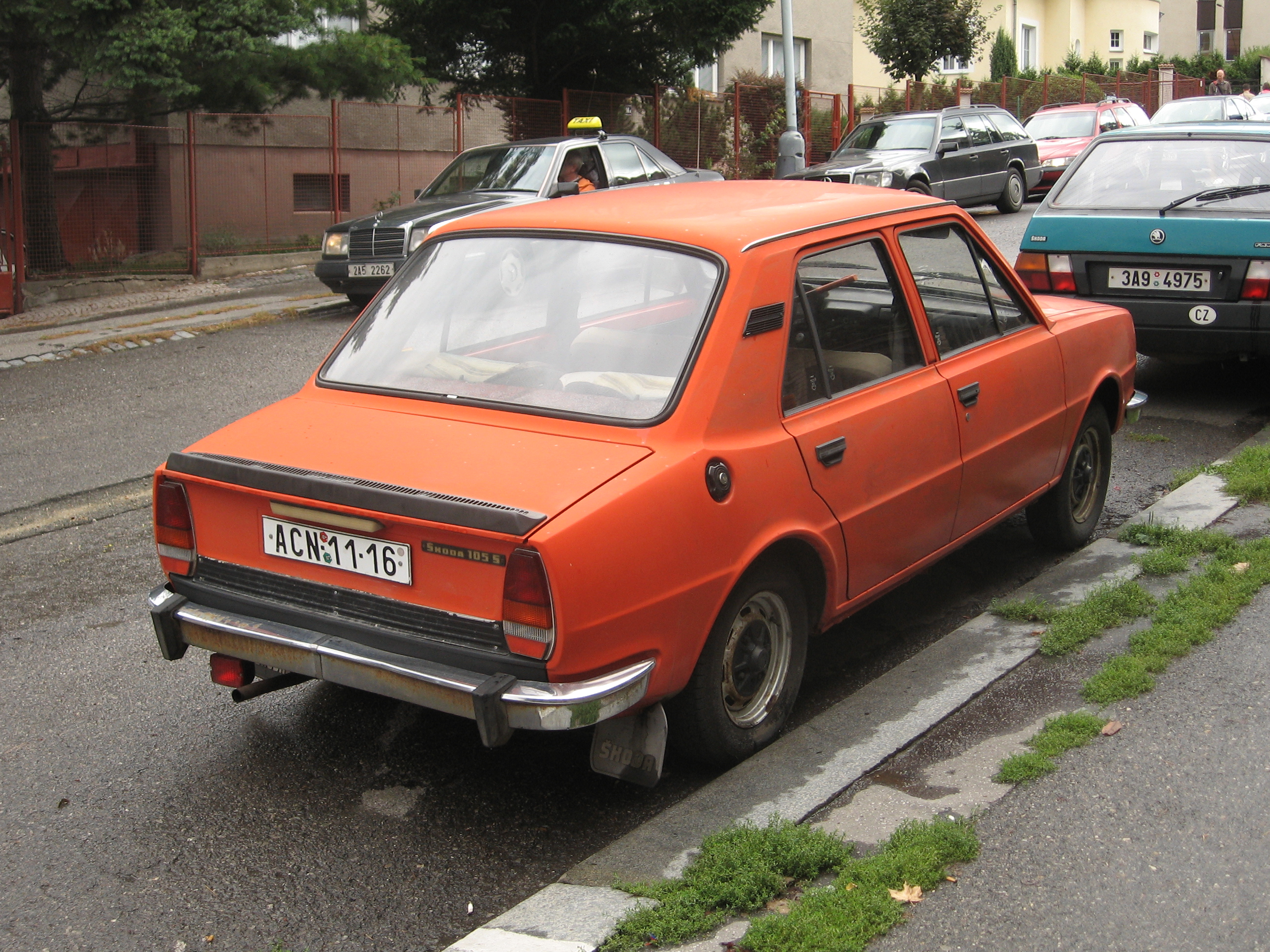
Škoda 105 S.
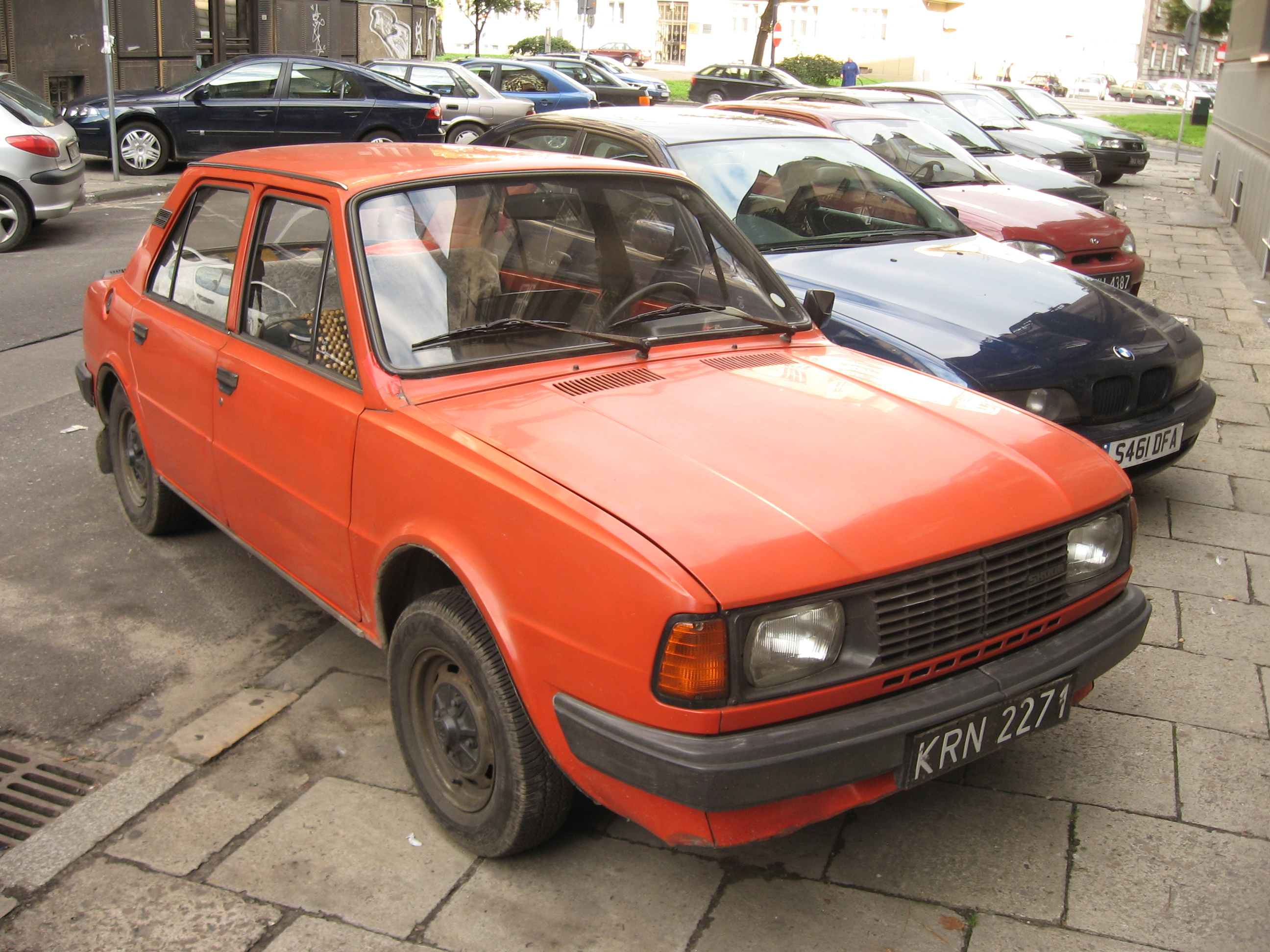
Škoda 105 L.
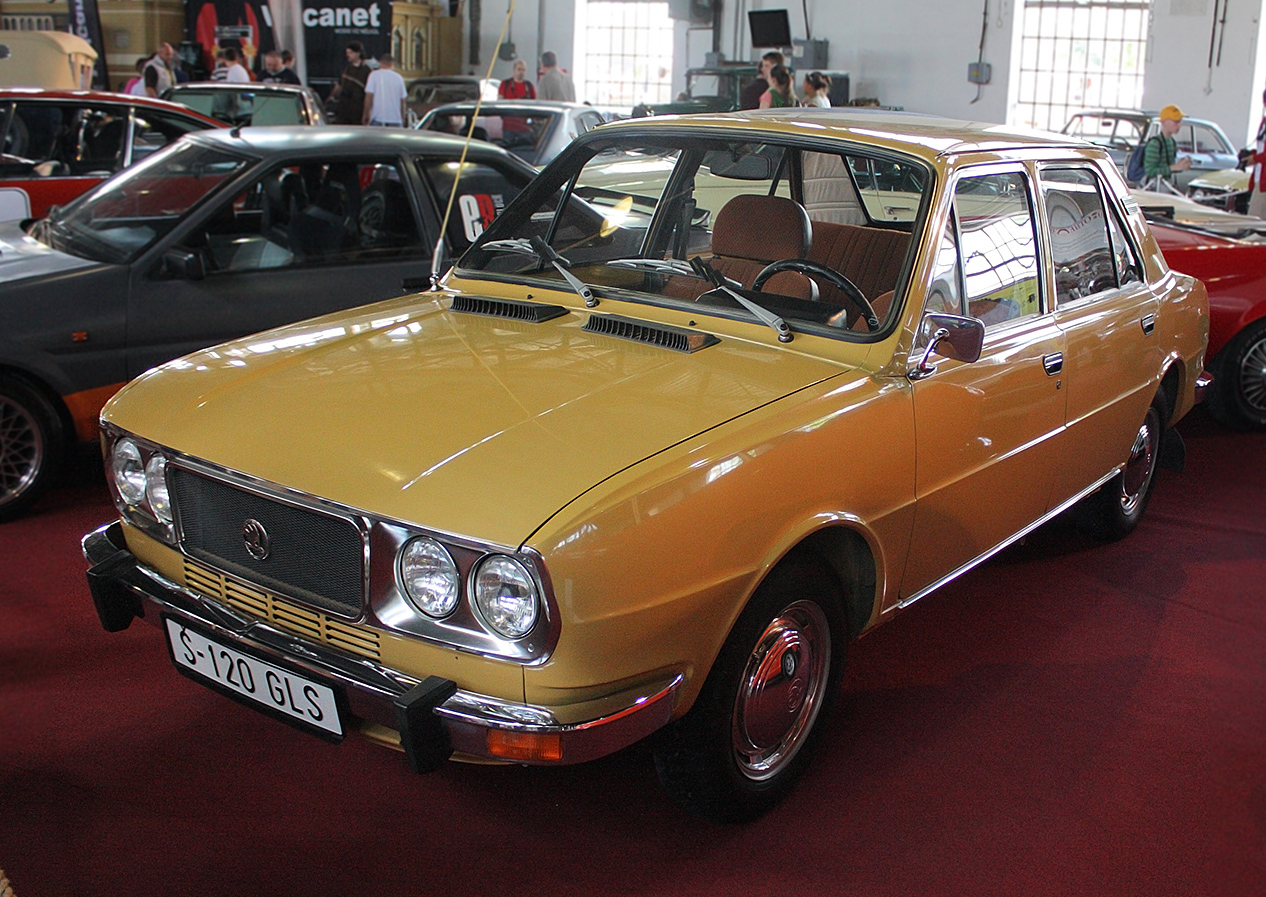
Škoda 120 GLS.
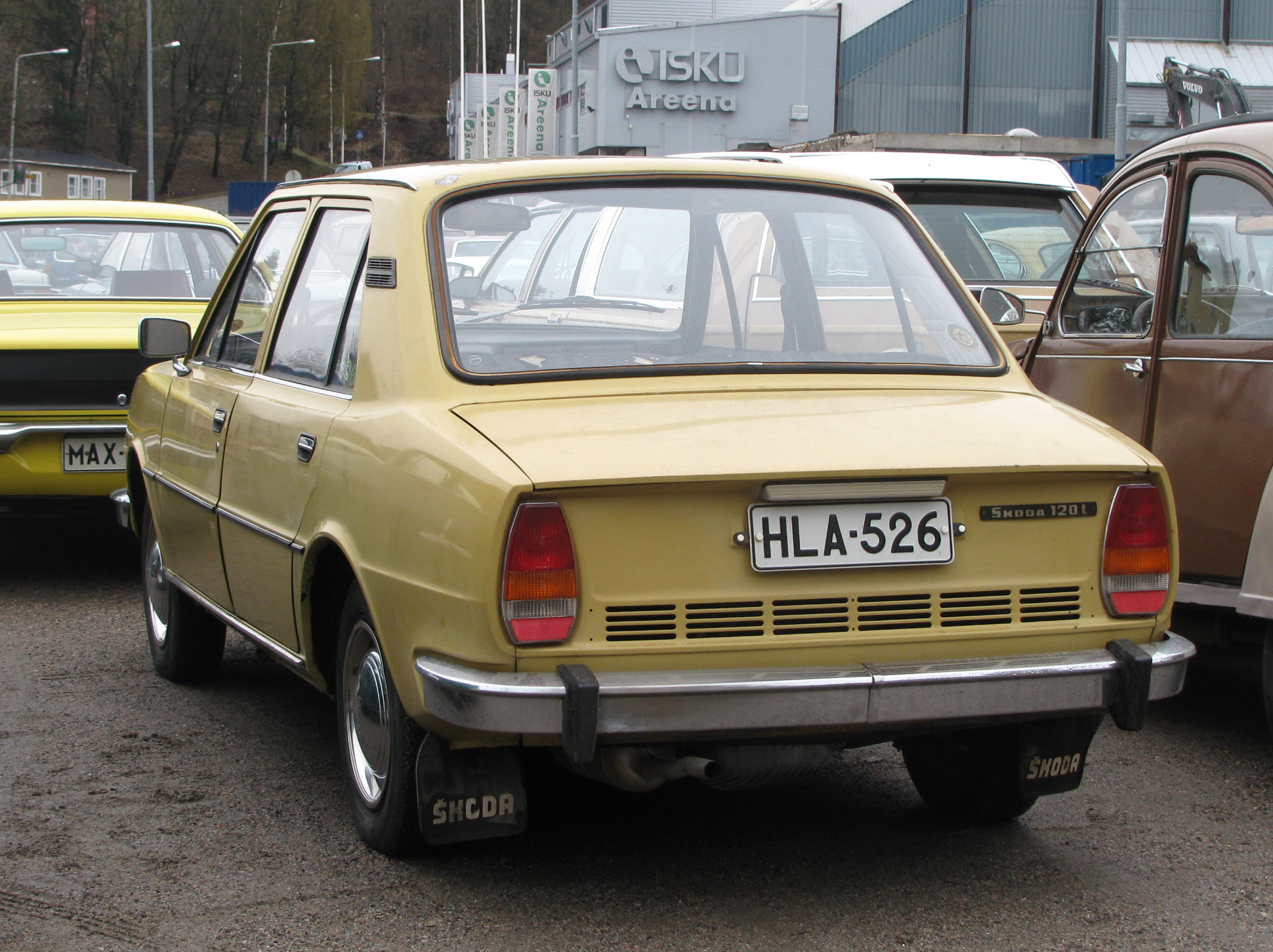
Škoda 120 L.
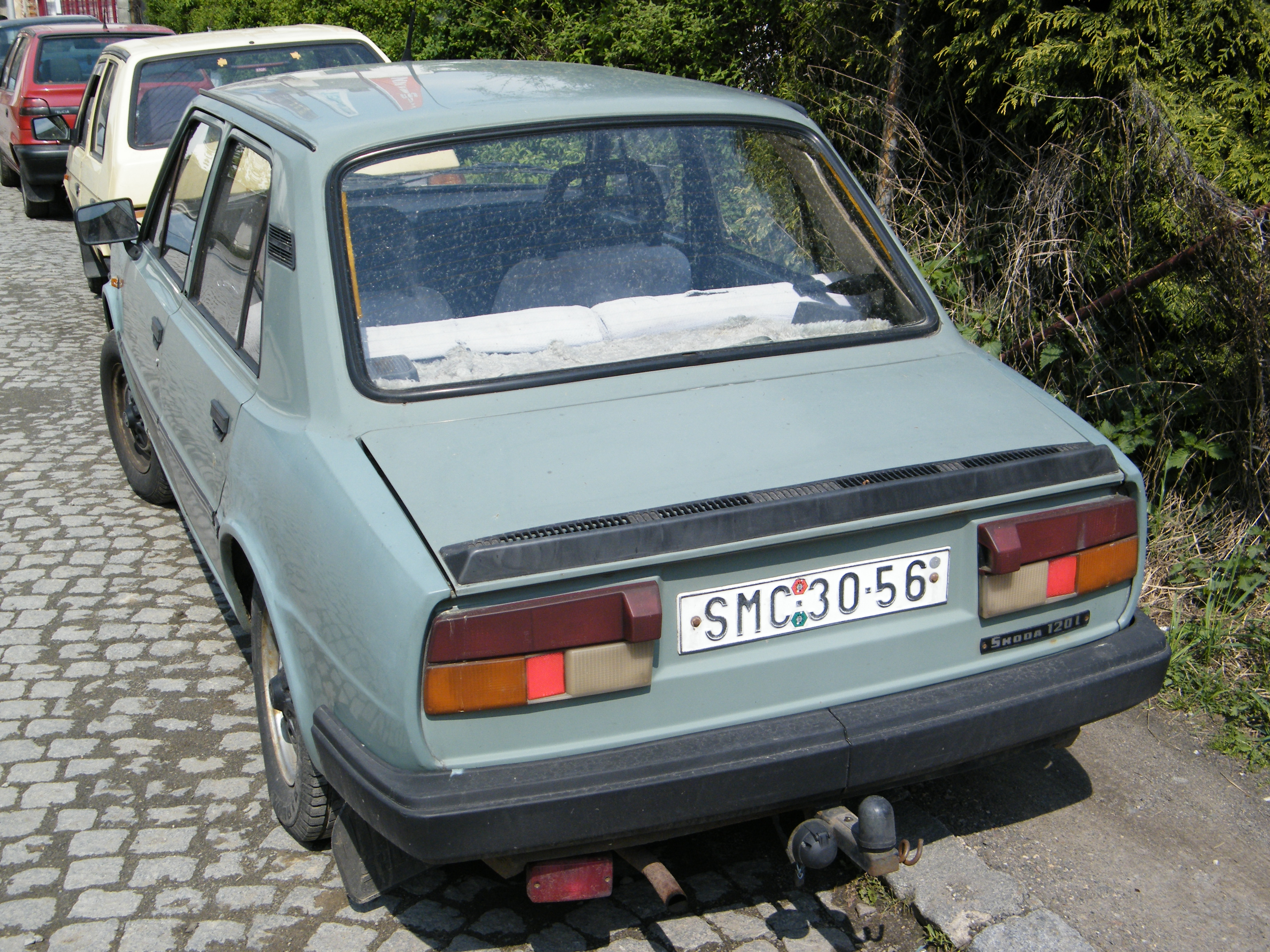
Škoda 120 L.
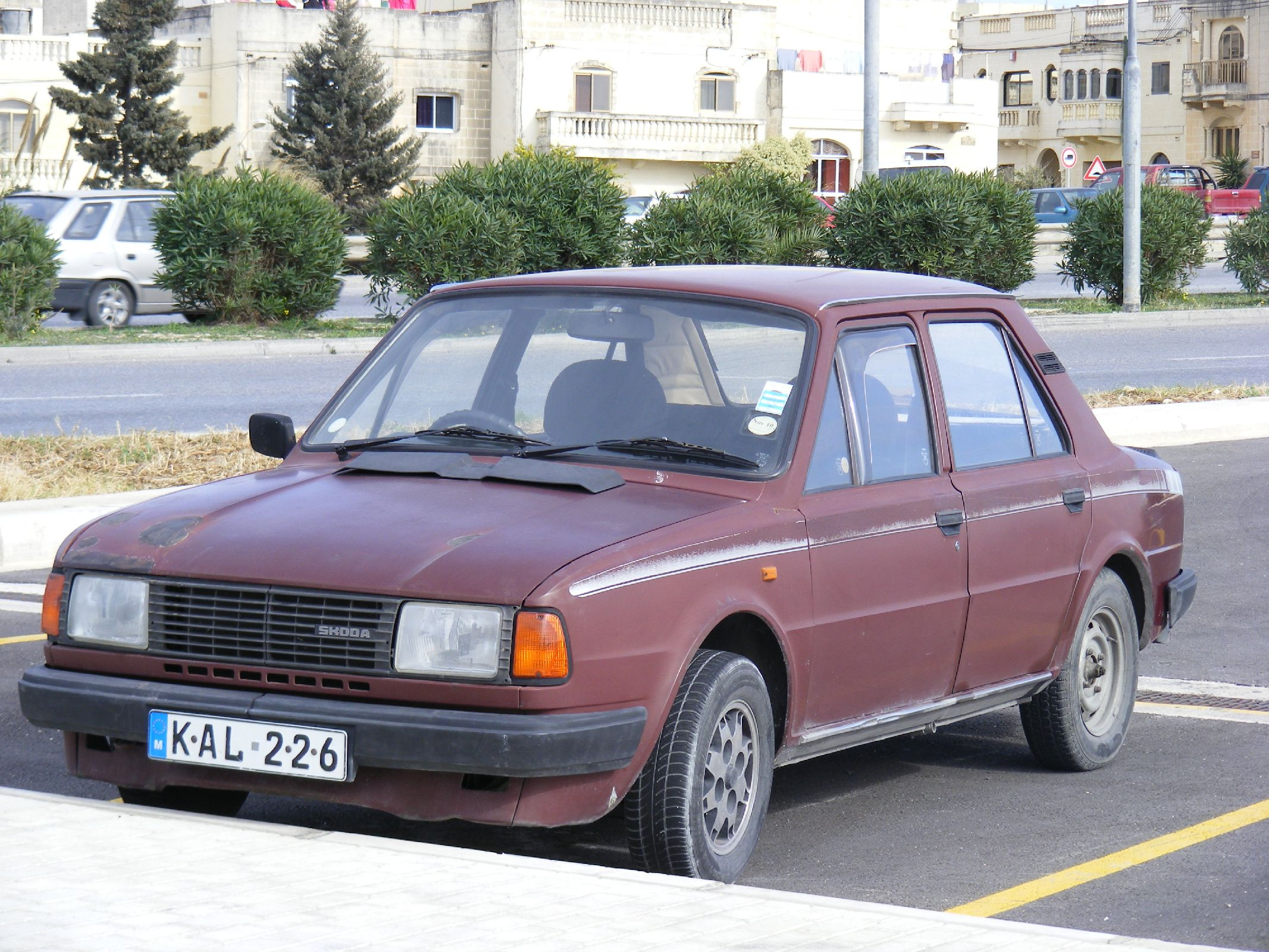
Škoda 130 L.
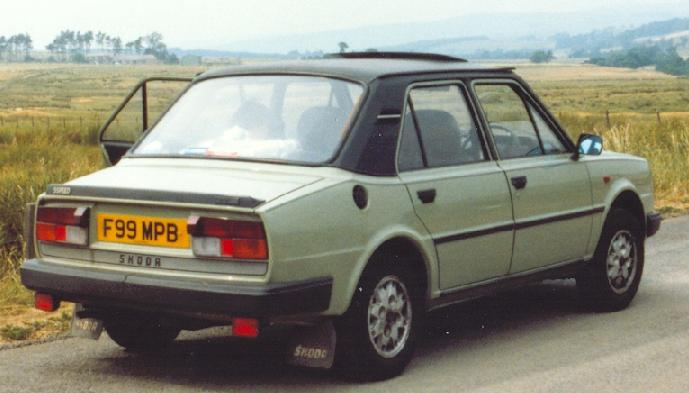
Škoda Estelle britannique.
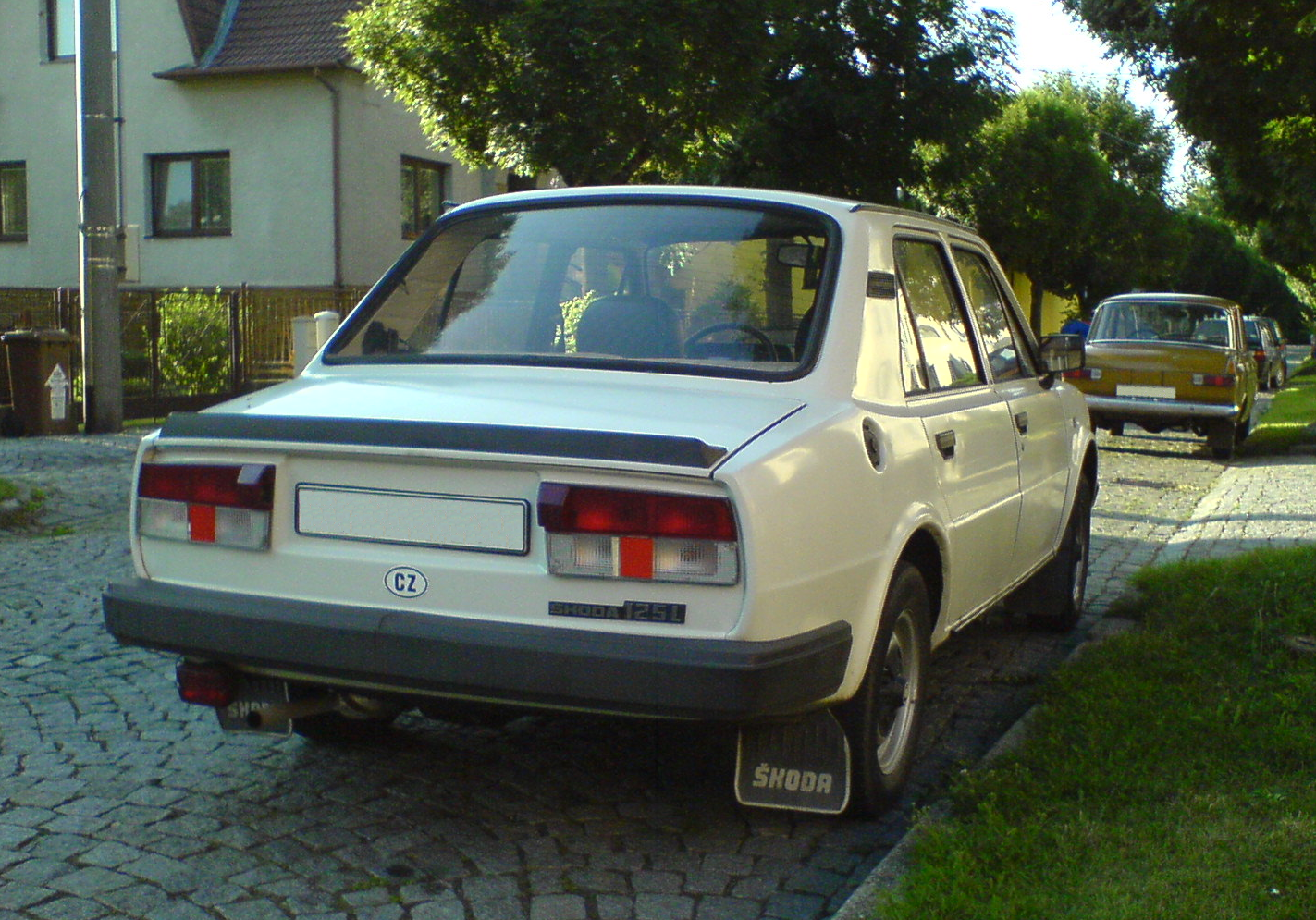
Škoda 125 L.
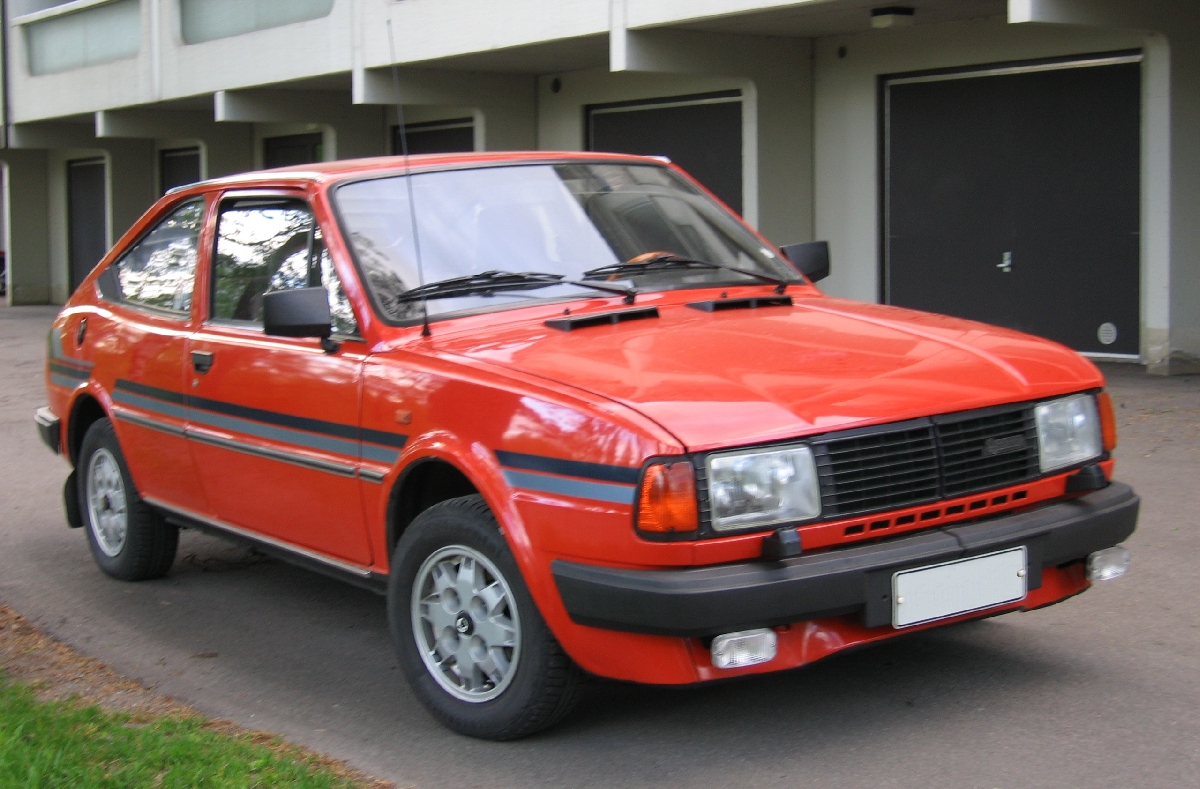
Škoda 130 Rapid.
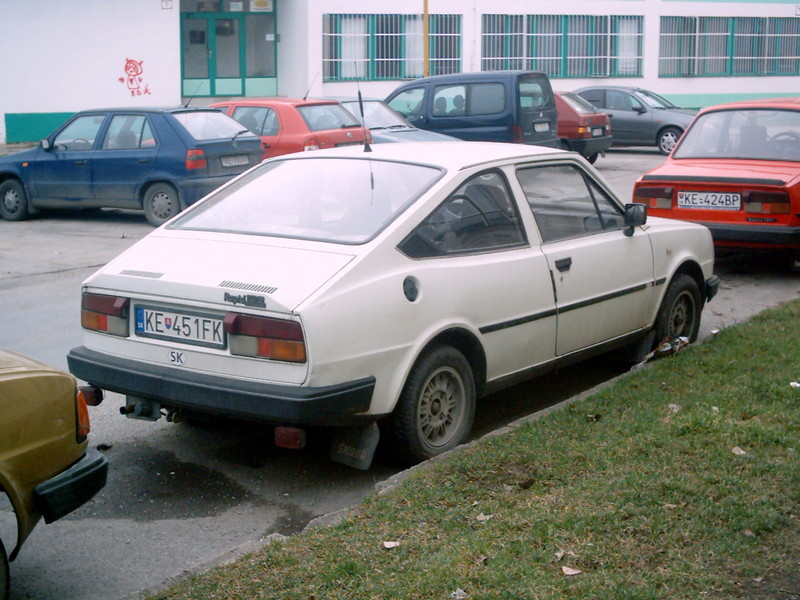
Škoda 136 Rapid.
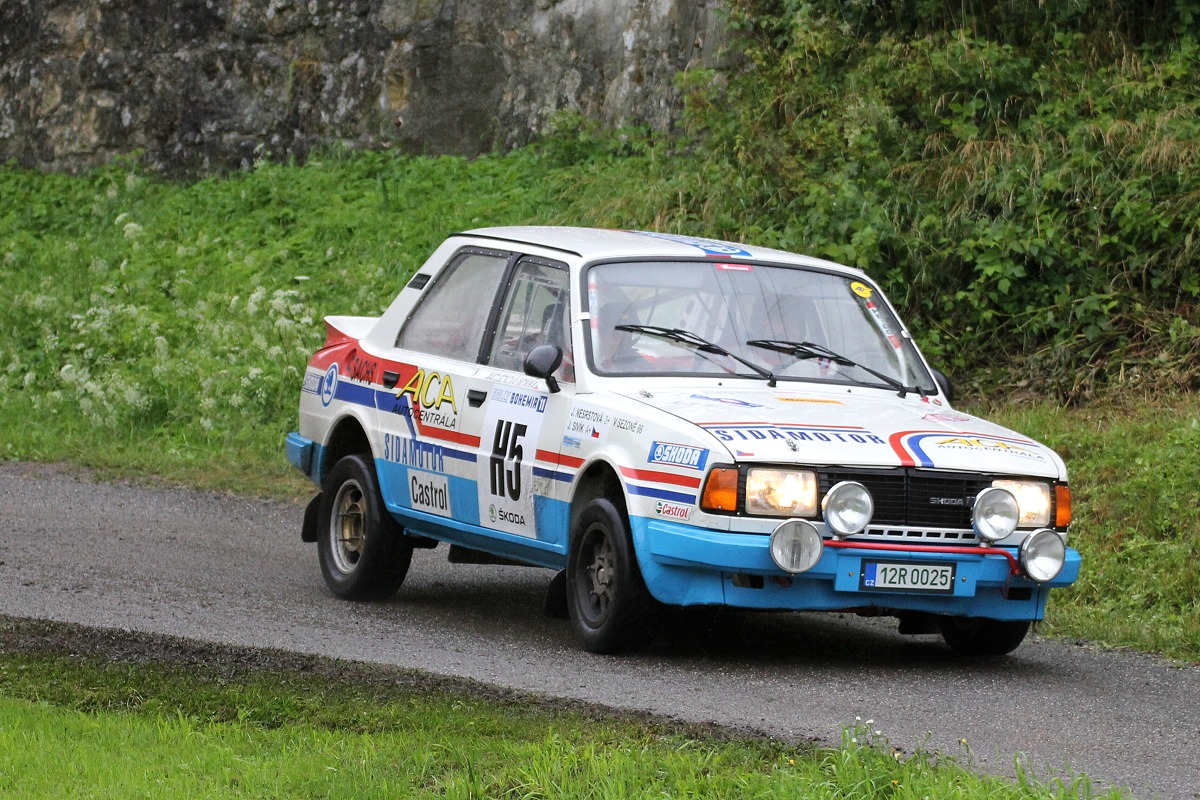
Škoda 130 LR.

## Sources
- Bernard Vermeylen, Voitures des pays de l'Est, Boulogne-Billancourt, ETAI, 2008, 239 p. (ISBN 9782726888087, OCLC 470767381)